# Ancienne église Saint-André de Baillestavy
Pour les articles homonymes, voir église Saint-André.
Pour l'église paroissiale, voir Nouvelle église Saint-André de Baillestavy.
L'ancienne église Saint-André de Baillestavy (catalan : sant Andreu de Vallestàvia) est une église romane située dans le cimetière de Baillestavy, dans le département français des Pyrénées-Orientales.

## Situation
| \| Église Saint-André Cuxa Pic du Canigou Vinça \| Répartition des principaux lieux cités dans cet article. |
| Église Saint-André Cuxa Pic du Canigou Vinça                                                                |

Le massif du Canigou est le plus oriental des massifs des Pyrénées dépassant les 2 000 m d'altitude. Situé dans le département français des Pyrénées-Orientales, il sépare les régions naturelles et historiques de tradition catalane du Vallespir, au sud, et du Conflent au nord. Ce massif est notamment réputé pour sa richesse en gisements de fer qui a conduit les hommes à y exploiter des mines dès l'Antiquité.
Baillestavy est une commune d'une centaine d'habitants situé sur les flancs nord du massif du Canigou, en Conflent, à environ 600 m d'altitude. Si le village de Baillestavy est bâti sur les flancs de la montagne au-dessus du lit de la rivière Lentillà, l'église Saint-André se situe 300 m plus au nord, dans le lit mineur de ce cours d'eau, sur sa rive gauche.
Baillestavy est accessible depuis Vinça par une route départementale (D13).

## Historique
Avant l'apparition du christianisme, dès le IIe siècle av. J.-C., le site de l'actuelle église Saint-André est utilisé pour le travail du fer. Des bas fourneaux sont actifs au Ier siècle av. J.-C. et au Ier siècle apr. J.-C.
Le plus ancien texte connu mentionnant l'église Saint-André, en novembre 1011, est une bulle du pape Serge IV. Ce document, écrit en latin, énumère les possessions de l'abbaye Saint-Michel de Cuxa, dont fait partie « Vallem Stabiam cum ecclesia Sancti Andreae », soit « Vallem Stabiam avec l'église Saint-André »,,. Vallem Stabiam est le nom d'un domaine agricole ou d'une vallée qui donnera plus tard Vallestàvia puis Baillestavy.
Le bâtiment actuel a été essentiellement construit au XIe siècle, en deux tranches. À l'église déjà construite, la deuxième campagne de travaux a consisté à monter un arc-doubleau entre le chœur et la nef, renforcer celle-ci par des arcs latéraux, couvrir l'ensemble d'une voûte et élever un nouveau chevet. Les constructeurs ont bâti cette église sur un ferrier, c'est-à-dire un amoncellement de résidus du travail du fer inutilisés.
Au cours du Moyen Âge, l'activité minière et le  travail du fer forment les principales ressources du village de Baillestavy. Les installations médiévales se situent au même emplacement que leurs devancières de l'Antiquité.
Les deux chapelles insérées dans les murs nord et sud sont sans doute ajoutées plus tard. Deux périodes sont proposées par les archéologues : à la fin du XVe siècle ou au début du XVIe siècle, éventuellement à la fin du XVIe siècle ou au début du XVIIe siècle.
Anciennement église paroissiale, elle est supplantée au XVIIe siècle par un nouvel lieu de culte, également dédié à saint André, qui s'élève dans le village, à l'emplacement de l'ancien château seigneurial.
Abandonnée, l'église tombe alors petit à petit en ruines, une partie des voûtes et du clocher s'effondrent.
Des sondages sont effectués en 1986 et 1987 permettent de découvrir plusieurs niveaux de sols archéologiques, sans pouvoir toutefois retrouver le sol primitif de la chapelle. Ils mettent également à jour des indices d'aménagements disparus ainsi que des pièces de monnaie datant des alentours de l'an 1600.
En novembre 2003, les statuts de l'association Memoria de Sant Andreu de Vallestavia sont déposés à la sous-préfecture de Prades. Ils mentionnent notamment comme objectif de l'association la « restauration de l’église Sant-Andreu ». Les travaux s'avèrent trop onéreux pour les moyens d'une si petite commune. Les membres de l'association parviennent à obtenir des subventions de l'état, des collectivités locales et de sept fondations dédiées au patrimoine en plus de l'aide des habitants de la commune. Des travaux débutent en 2009. Ils consistent à refaire les voûtes et le clocher ainsi que le toit de lauzes. La rénovation s'achève en mai 2015 par une inauguration à laquelle participe notamment Ségolène Neuville, conseillère départementale et secrétaire d'état. La chapelle abrite depuis un petit musée retraçant l'histoire du travail du fer dans le massif du Canigou durant l'Antiquité et le Moyen Âge.

## Description
L'édifice est constitué d'une nef unique, voûtée en berceau brisé, fermée à l'est par une abside semi-circulaire voûtée en cul-de-four. Le portail d'entrée s'ouvre sur le mur méridional de la nef. Au nord de la nef, une chapelle latérale a été postérieurement édifiée, peut-être au XVe siècle[réf. souhaitée]. Un clocher-mur à deux ouvertures s'élève sur le mur ouest : partiellement effondré, il a été restauré en 2010.
Le bâtiment mesure approximativement vingt mètres de long pour neuf de large. La maçonnerie est constituée de schiste et de granit, les parties datant de la première tranche de travaux du XIe siècle étant moins soignées que celles de la deuxième.

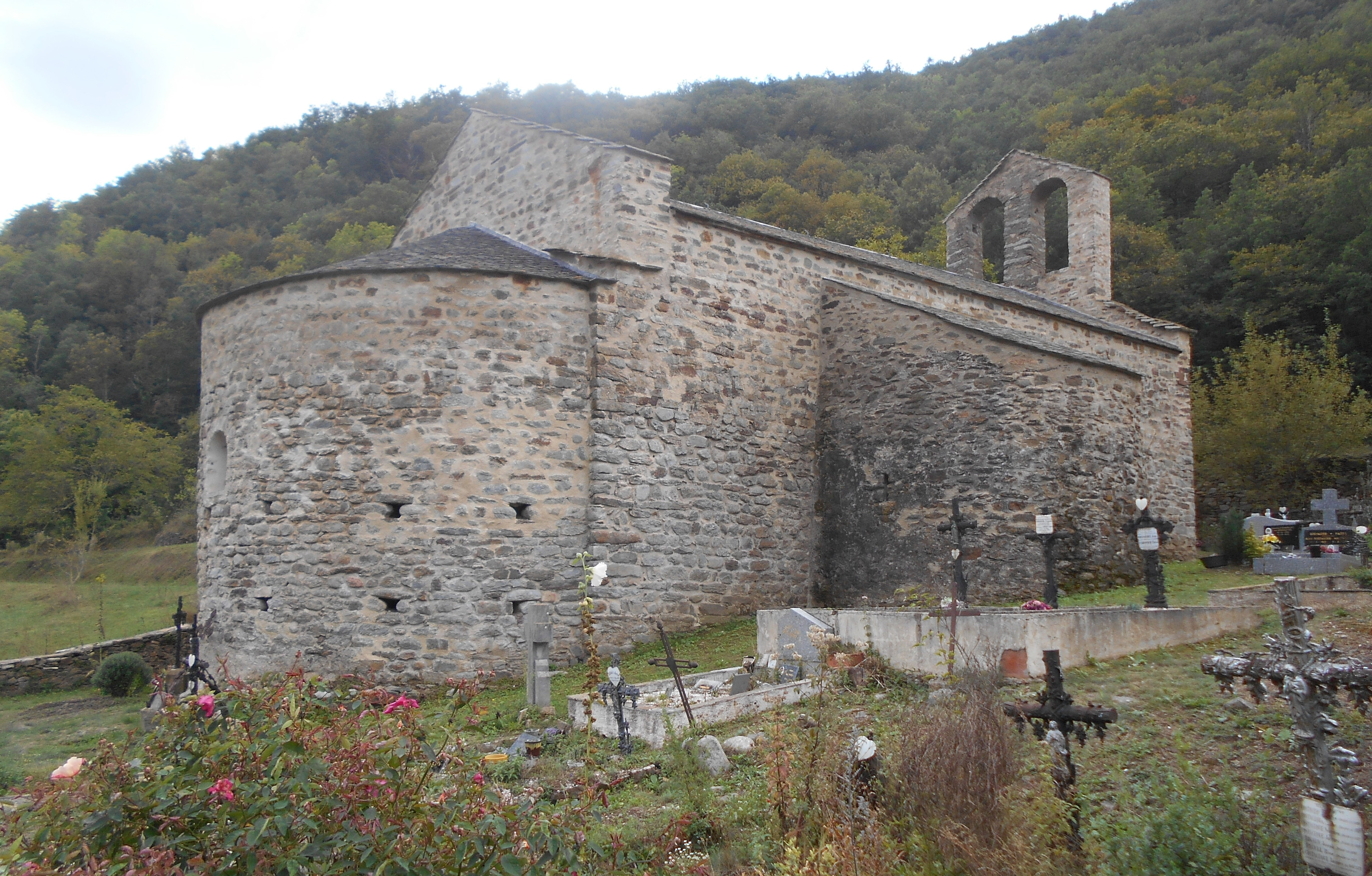
Vue générale de l'église.